# Обмен (экономика)
Обме́н в эконо́мике — движение товара от одного владельца к другому. Взаимный обмен деятельностью между людьми, проявляющийся непосредственно или в форме обмена продуктами труда.
Может быть насильственным и ненасильственным (добровольным). Одной из форм добровольного обмена является торговля.
При добровольном обмене часто требуется соизмерять разные по виду, качеству, форме и назначению вещи. Это вызывает необходимость наличия единой основы, меры эквивалентности, которой становится стоимость товаров.
Обмен может происходить как непосредственно на другие товары или услуги, по схеме «товар-товар» (бартер), так и с участием денег по схеме «товар-деньги-товар» (купля-продажа).
Насильственный обмен чаще всего одна из сторон считает несправедливым, неэквивалентным, грабительским. Обычно при этом действуют условия, по которым обмен на добровольной основе (без применения силы или угрозы её применения) не происходил бы. В современной практике прямое насилие при обмене обычно считается уголовным преступлением. Однако с экономической точки зрения государственное регламентирование цен или установление количественных квот также трактуется как несвободный обмен в условиях государственного силового давления на экономические процессы.

## Роль обмена
Людвиг Мизес считал, что «отношение обмена является фундаментальным общественным отношением».
Джевонс пишет «Обмен является настолько важным процессом в максимизации полезности и экономии труда, что некоторые экономисты считают, что их наука рассматривает только эту операцию.»
По утверждению Бем-Баверка: «Все экономисты заявляют в один голос, что одна из важнейших теоретических задач политической экономии заключается в том, чтобы исследовать условия обмена материальных благ»

## Теории обмена
Во время добровольного рыночного обмена владельцы товаров договариваются о соотношении обмена, определяют какое количество x одного товара A будет обменено на количество y другого товара B. Товары A и B могут иметь совершенно различные свойства, могут не иметь ничего общего, однако, несмотря на это, в ходе торга (переговоров перед обменом) стороны вырабатывают общее решение, устанавливают количественное соотношение товаров. Различные теории обмена пытаются выяснить, что является той основой, тем, общим для всех обменов обстоятельством, которое позволяет количественно сравнивать любые товары.

### Трудовая теория стоимости
В соответствии с этой теорией товары обмениваются между собой в таких количествах, чтобы соблюдалось равенство количества общественно необходимого труда для их производства (или воспроизводства) в данных социально-экономических условиях.

### Теория предельной полезности
Согласно этой теории ценность товаров определяется их предельной полезностью на базе субъективных оценок человеческих потребностей. Предельная полезность какого-либо блага обозначает ту пользу, которую приносит последняя единица этого блага, причём последнее благо должно удовлетворять самые маловажные нужды. Объяснение обмена на основе этой теории предложил Джевонс. В его рассуждении равновесие в обмене будет достигнуто тогда, когда бесконечно малое количество обмениваемого продукта, при потреблении в данном отношении, не принесет ни увеличения, ни потери полезности.